# Nelson Parraguez
Nelson Rodrigo Parraguez Riveros (né le 5 avril 1971 à Santiago au Chili) est un joueur de football international chilien, qui évoluait au poste de milieu de terrain.

## Biographie

### Carrière en sélection
Avec l'équipe du Chili, il dispute 52 matchs (pour aucun but inscrit) entre 1991 et 2001. Il figure notamment dans le groupe des sélectionnés lors des Copa América de 1991, de 1993, de 1995, de 1997 et de 1999.
Il participe également à la coupe du monde de 1998. Lors du mondial il joue 3 matchs : contre l'Italie, l'Autriche et enfin le Cameroun.